# Charles de Ribbe
Charles de Ribbe est né à Aix-en-Provence (Bouches du Rhône) le 7 mai 1827, décédé à Aix-en-Provence le 5 novembre 1899, est un sociologue, agronome et historien de la Provence.

## Biographie
Charles de Ribbe, issu d'une famille de la noblesse de robe, est avocat dans sa ville natale, Aix-en-Provence. Sa famille s'est installée depuis plusieurs siècles à Aix et a été anoblie au début du XVIIIe siècle. On trouve dans son ascendance paternelle, un trésorier de France en 1742 et plusieurs officiers. 
Du côté maternel, la famille de Miollis originaire de Villecroze, appartenait à la noblesse de robe depuis l’anoblissement en 1769 d’un aïeul, conseiller en la chambre des comptes de Provence, fils d’un greffier du parlement d’Aix. 
Il épouse Louise de Berlier-Tourtour le 12 novembre 1855, petite fille de Etienne de Berlier-Tourtour, maire de Draguignan. 
Charles de Ribbe suit les cours de la faculté de droit et il est reçu en 1848 au barreau d’Aix. Nommé juge suppléant au tribunal civil de Marseille en 1865 et substitut à Grasse, l’année suivante, il quitte toutefois la magistrature pour retrouver le barreau, position qui lui permet de se consacrer, grâce à la fortune familiale, aux recherches historiques de sa région natale.   
Après s'être intéressé surtout au reboisement de la Provence, il aborde ensuite l'histoire locale puis les monographies sociales et devient un des disciples les plus fervents de l'ingénieur sociologue Frédéric Le Play. Disciple de ce dernier, il s'inscrit dans le mouvement d'idées incitant les hommes de la fin du XIXe siècle à rétablir une société organisée autour de la famille, de la religion et de la propriété. 
Il étudie notamment la cellule élémentaire des sociétés, à savoir la famille. À cet égard, parmi ses nombreux ouvrages, il a publié Le livre de famille, ouvrage où il souhaite apprendre à ses contemporains comment tenir un livre de raison.  
Il est devenu, en 1857, membre de l'Académie d'Aix-en-Provence, et en devient le secrétaire perpétuel à la fin de ses jours. Il a siégé au conseil municipal de sa ville de 1860 à 1874. En 1869 il est fait chevalier de la Légion d'honneur.

## Ouvrages
- Pascalis, étude sur la fin de la Constitution provençale (1787-1890), Paris, Dentu, 1854. [lire en ligne]
- La Provence au point de vue des bois, des torrents et des inondations avant et après 1789, Paris, Guillaumin, 1857.[lire en ligne]
- Les embellissements d'Aix et le cours Saint-Louis il y a deux siècles, Aix, Makaire, 1861.
- Les incendies de forêts de la région des Maures et de l'Estérel, leurs causes, leur histoire et les moyens d'y remédier, Paris, Libr. agricole, 1869. [lire en ligne]
- Une famille au XVIe siècle d'après des documents originaux précédée d'une lettre du R. P. Félix, Tours, Mame, 1879. [lire en ligne]3e  éd. (La première est de 1866) Le principal document original est l'histoire de sa famille par Jeanne du Laurens, sœur d'André, Gaspard et Honoré.
- Les familles et la société en France avant la Révolution, d'après des documents originaux, Paris, Albanel, 1873. [tome 1 lire en ligne] et [tome2 lire en ligne].
- La vie domestique : ses modèles et ses règles d'après des documents originaux, Paris, Baltenweck, 1877. [volume1 lire en ligne] et [volume 2 lire en ligne]
- Le livre de famille, Alfred Mame et Fils, 1879
- Le Play d'après sa correspondance, Paris, Didot, 1884. [lire en ligne]
- Une grande Dame dans son ménage au temps de Louis XIV, d'après le journal de la comtesse de Rochefort, Paris, Palmé, 1890. [lire en ligne]
- Les fiançailles et les mariages en Provence à la fin du Moyen Âge, d'après des documents inédits, Montpellier, Firmin et Montane, 1896; [lire en ligne]
- La société provençale à la fin du Moyen Âge, d'après des documents inédits, Paris, Perrin, 1898, ouvrage couronnée par l'Académie française. [lire en ligne]